# Gare de Gênes-Sampierdarena
La gare de Gênes Sampierdarena est une gare ferroviaire située dans le quartier du même nom, sur la Piazza Montano, et est la troisième gare la plus importante de la ville après celles de Gênes-Piazza Principe et Gênes-Brignole.

## Histoire
La gare, initialement appelée "San Pier d'Arena", est entrée en service lors de la mise en service du tronçon ferroviaire de Busalla à Gênes le 18 décembre 1853.
Elle fut ensuite agrandie avec la construction de la ligne Asti-Gênes et de la ligne Gênes-Savone dont elle est également un embranchement.
À partir du 27 mai 1962, la gare fut partiellement décongestionnée, grâce à l'activation de la liaison directe (via Granarolo) entre l'embranchement ferroviaire de Giovi et la gare de Gênes Piazza Principe.
La gare voit un flux annuel d'environ 7 000 000 de passagers. La gestion est confiée à Rete Ferroviaria Italiana (RFI), société du groupe Ferrovie dello Stato.[réf. nécessaire]

## Service des voyageurs

### Accueil

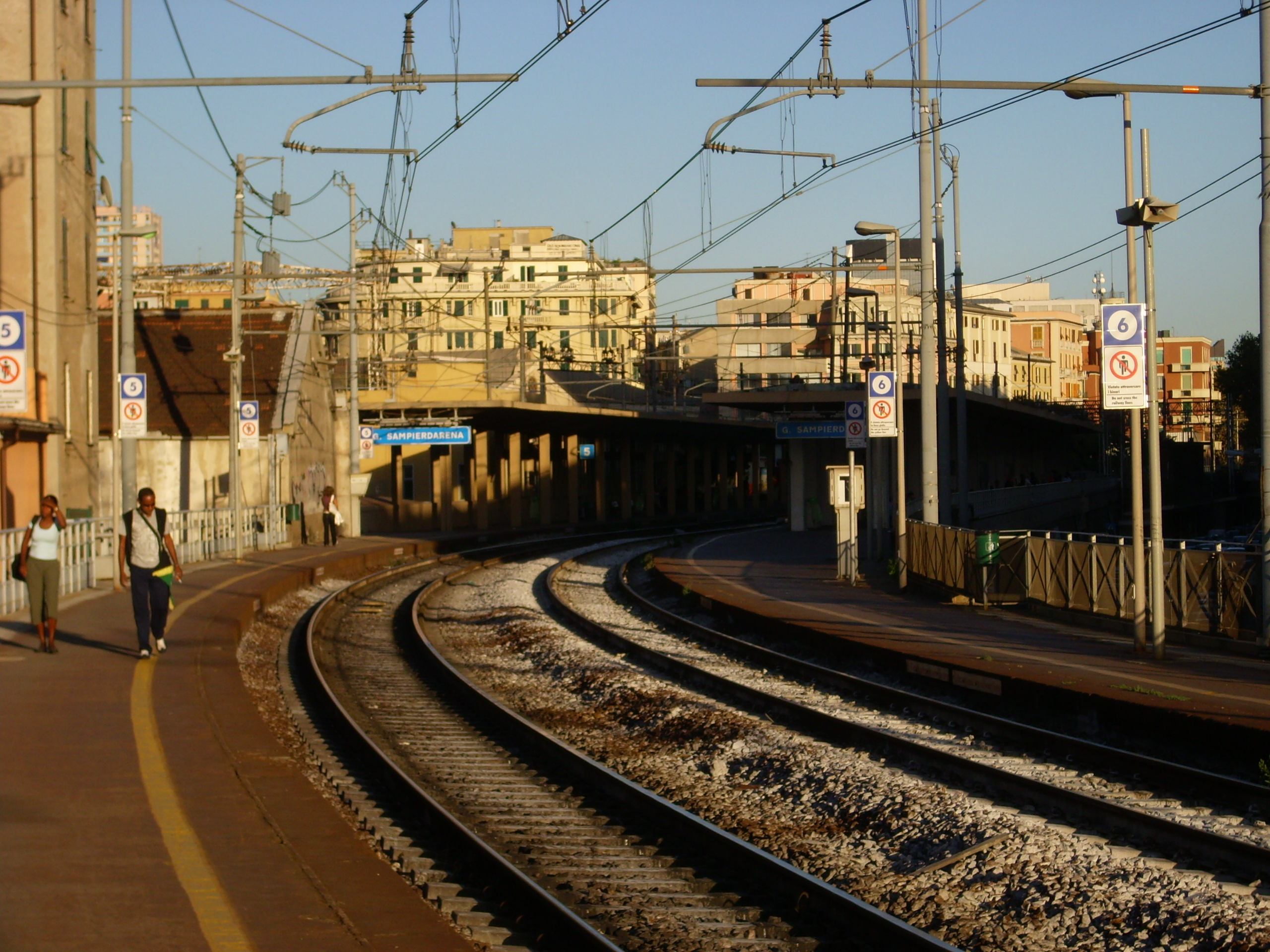
Quais 5 et 6, photographiés depuis l'escalier d'accès à la zone Fiumara

La gare dispose de six quais destinés au trafic voyageurs. Les quatre premiers, positionnés en direction nord, desservent les trois lignes de passage, tandis que les 5ème et 6ème, parallèles à la côte, desservent la ligne vers La Spezia et Vintimille. La gare est équipée d'un total de six quais desservant les voyageurs avec des quais associés.